# Onans
Onans – miejscowość i gmina we Francji, w regionie Burgundia-Franche-Comté, w departamencie Doubs.
Według danych na rok 1990 gminę zamieszkiwało 358 osób, a gęstość zaludnienia wynosiła 25 osób/km² (wśród 1786 gmin Franche-Comté Onans plasuje się na 407. miejscu pod względem liczby ludności, natomiast pod względem powierzchni na miejscu 232.).